# Horváth Péter (labdarúgó, 1970)
Horváth Péter (Szekszárd, 1970. november 25. –) labdarúgó, csatár.

## Pályafutása
Az Újpesti TE csapatában mutatkozott az élvonalban 1993. augusztus 14-én az EMDSZ Soproni LC ellen, ahol csapata 2–0-ra kikapott. 1993 és 1996 között 37 bajnoki mérkőzésen szerepelt újpesti színekben és négy gólt szerzett. 1995 tavaszán játékos-edzőként Bátaszéken tevékenykedett. 1996 és 1999 között a Vác, 1999 és 2000 között a Ferencváros labdarúgója volt. A 2000–01-es idényben a Fradival bajnokságot nyert. 2002 és 2005 között a Dunaferr, a Kaposvár Rákóczi, a Budapest Honvéd és a Vasas játékosa volt. Utolsó mérkőzésen az MTK ellen 2–1-re kikapott csapata.

## Sikerei, díjai
- Magyar bajnokság
  - bajnok: 2000–01
  - 2.: 1994–95, 2001–02
  - 3.: 1995–96
- Toldi-vándordíj (2000, 2001, 2002)[1]